# 1362
سنة 1362 كانت سنة بسيطة تبدأ يوم السبت (الرابط يظهر نموذج التقويم الكامل للسنة) من التقويم اليولياني.

## مواليد
- ابن المرتضى

## وفيات
- آسبورجه خاتون الزوجة الثانية للسلطان العثماني أورخان غازي
- أبو عبد الله محمد السادس
- إينوسنت السادس
- المعتضد بالله الثاني
- جاك الأول، كونت لامارش
- شمس الدين محمد بن مفلح
- قسطنطين الثالث (ملك)
- لويجي من تارانتو
- هو داهاي